# Frank Testa
Frank Testa (7 de outubro de 1903 — 12 de novembro de 2000) foi um ciclista olímpico estadunidense. Representou sua nação nos Jogos Olímpicos de Verão de 1932.